# Bataille de Saint-Valery (1568)
Guerres de Religion
La bataille de Saint-Valery est un combat des guerres de religion qui se déroula le 18 juillet 1568 dans la ville de Saint-Valery-sur-Somme.

## Contexte historique
Les guerres de Religion se déroulèrent en France à partir de 1562 avec le massacre de Wassy jusque 1598 avec la signature de l'édit de Nantes. Le 23 mars 1568, la signature de la paix de Longjumeau mit fin à la deuxième guerre de religion. Les conditions de l’édit d'Amboise y furent confirmées : culte protestant autorisé dans une ville par bailliage, interdiction du culte protestant à Paris et dans les villes intra-muros. Les armées étaient licenciées. Mais, c'était une paix armée, chacun des deux camps s'organisant pour une reprise des combats. En juillet 1568, les catholiques tentèrent de s'emparer des deux chefs protestants, l'amiral de Coligny et le prince de Condé. L'échec de cette action ralluma la guerre.
C'est dans ce contexte que se déroula la bataille de Saint-Valery.

## Déroulement
En 1568, venant de Normandie, à la tête d’une troupe de 2 500 hommes, le capitaine François de Cocqueville avec les capitaines de Saint-Amand et Vaillant partit secourir les protestants des Pays-Bas, soumis à une dure répression du duc d’Albe.
En juin 1568, ils prirent la ville de Saint-Valery-sur-Somme mais, poursuivis par le gouverneur de Picardie, Timoléon de Cossé, ils s'y enfermèrent avec 600 hommes d'armes et 200 chevaux.
Cependant, Cossé investit la ville grâce notamment à son artillerie qui fit des brèches dans les remparts. Le 18 juillet 1568, après le massacre des soldats protestants, Cocqueville, Saint-Amand et Vaillant furent faits prisonniers, conduits à Paris, jugés, condamnés à mort et décapités.

## Conséquences
La ville de Saint-Valery-sur-Somme fut reprise par l'armée royale mais ce fait d'arme n'affaiblit guère le parti protestant.
L'exécution de Cocqueville donna corps à l’idée d’une coordination internationale des catholiques pour la répression du protestantisme, la guerre reprit entre catholiques et protestants.